# Bruno Klausener
Bruno Klausener (geboren 1887 in Düsseldorf; gestorben am 22. Juni 1967 ebenda) war als Verwaltungsjurist von 1945 bis 1946 hauptamtlicher Landrat und anschließend bis 1948 erster nebenamtlicher Landrat des Kreises Schleiden. Vor 1945 führte er in Düsseldorf eine Rechtsanwaltskanzlei. Bruno Klausener war der jüngere Bruder des 1934 im Rahmen der Säuberungswelle nach dem Röhm-Putsch ermordeten Erich Klausener.

## Leben
Als Sohn des zeitweiligen Friedensrichters (1874–1879) und als Vertretung von Karl Küpper, Landrats von Düsseldorf (1879–1880), Peter Klausener und dessen Ehefrau Elisabeth Klausener, geborene Biesenbach (1864–1944), studierte Bruno Klausener, wie sein Vater und der ältere Bruder Erich Rechtswissenschaften. 1913 wurde er an der Universität zu Würzburg mit der Schrift Kriegs- und Friedensspionage nach Reichsstrafrecht sowie ihre Stellung in den beiden Strafrechtsreformprojekten zum Dr. jur. promoviert. Vor 1945 betätigt sich der Jurist Bruno Klausener in Düsseldorf als Rechtsanwalt.
Wie sein Bruder Erich diente Bruno als Leutnant (1914) im Westfälischen Ulanen Regiment Nr. 5 in Düsseldorf.
Im März 1945, zum Zeitpunkt der Besetzung durch Alliierte Verbände, lebte Bruno Klausener als Kriegsevakuierter auf dem Vellerhof südlich Blankenheim, zeitgleich wo dort auch der größere Teil der Kreisverwaltung des Kreis Schleiden und dessen amtierender Landrat Josef Schramm untergebracht waren. Während Schramm für neun Wochen in Haft gelangte, ernannte die US-Militärverwaltung Klausener zu dessen Nachfolger.:432 Klausener verlegte bereits kurz darauf, am 19. März 1945 die Kreisverwaltung in das nahe gelegene Kloster Steinfeld. Eine Rückkehr in die stark zerstörte Kreisstadt Schleiden sollte erst im Herbst 1946 möglich werden.:494
Klausener selbst beschrieb 1950 den Prozess, wie er zu der Stellung des Landrats in dem stark zerstörten und von den letzten Kriegsmonaten gezeichneten Kreis Schleiden gelangte: 

„Da ich greifbar war, wurde ich von den verschiedensten Stellen gebeten, den Posten des Landrats zu übernehmen, was mir ja um so leichter wäre, weil die Gerichte ihre Tore noch nicht wieder geöffnet hätten und ich deshalb für den Fall, daß ich nach Düsseldorf zurückkehren würde, doch Beschäftigungslos wäre. Da ich als Evakuierter aus dem Raume von St. Vith und dann in Vellerhof mich allmählich für die Eifel und ihre Bewohner stark erwärmt hatte, willigte ich ein, für eine Übergangszeit den Posten des Landrats zu übernehmen.“

Über drei Wahlperioden amtierte Klausener als Schleidener Landrat. Zunächst 1945 seitens der Militärverwaltung eingesetzt, wurde er 1946 bei Einführung der Oberkreisdirektoren in der Britischen Besatzungszone der erste ehrenamtliche Landrat des Kreises und zuletzt von 1947 bis zu seinem Ausscheiden zum 11. November 1948. Mit Wahl vom 20. November 1947 war er zugleich ordentliches Vorstandsmitglied des am 10. März 1947 gegründeten Nordrhein-Westfälischen Landkreistages.
Klausener entschied sich 1946 gegen die neu eingerichtete Stelle des Oberkreisdirektors als hauptamtlichen Leiter der Verwaltung und für die nunmehr politische Stelle des ehrenamtlichen Landrats. Dies nicht zuletzt aus der letztlich 1948 auch realisierten Absicht heraus, nach Düsseldorf zurückzukehren und dort seine Kanzlei als Anwalt am Oberlandesgericht Düsseldorf wieder zu errichten. Als einer der ersten erhielt er im Oktober 1945 die hierzu erforderliche Vereidigung seitens der Militärverwaltung und somit auch des Präsidenten der Rechtsanwaltskammer.

## Schriften
- Kriegs- und Friedensspionage nach Reichsstrafrecht sowie ihre Stellung in den beiden Strafrechtsreformprojekten, Dissertation, Universität Würzburg, 1913.
- Vor fünf Jahren! In: Heimat-Kalender 1951 des Eifelgrenzkreises Schleiden. Hrsg. Oberkreisdirektor, Schleiden 1950, S. 22–36.